# Schwarz Stein
Schwarz Stein es un dúo japonés de música electrónica dark wave, formado en 2004 por Hora y Kaya.

## Historia
Schwarz Stein, originalmente llamado «Rudolf Steiner», fue formado en 2001 por Hora (exmiembro de Velvet Eden) y Kaya (exmiembro de ISOLA). En 2002 el dúo musical firmó con el sello discográfico Midi:Nette, propiedad del guitarrista Mana, quién sugirió cambiar el nombre del dúo a «Schwarz Stein» que en alemán significa "piedra negra".
En 2001 antes de unirse a Midi:Nette y cambiar de nombre, publicaron dos cintas de demostración, «Queen of Decadence» y «Perfect Garden», convirtiéndose esta última en su sencillo de debut, siendo regrabado y publicado con Midi:Nette al año siguiente.

## Miembros
- Kaya (迦夜?) - Voz, letrista
- Hora (洞?) - Tecladista, programador

## Discografía

### Como Rudolf Steiner
- 2001: «Queen of Decadence»
- 2001: «Perfect Garden»

### Como Schwarz Stein

#### Álbumes
- 2003: New vogue children
- 2004: Artificial Hallucination
- 2011: Recurrence Of Hallucination
- 2017: Schwarz Stein THE BEST -LICHT-
- 2017: Schwarz Stein THE BEST -DUNKELHEIT-

#### Sencillos
- 2002: «Perfect Garden»
- 2003: «Current»
- 2013: «GEBET»
- 2014: «Sleeping Madness»
- 2017: «Fleeting Beauty»

### Como another cell
- 2006: another cell